# Negorci
Negorci (makedonska: Негорци) är en ort i Nordmakedonien. Den ligger i kommunen Gevgelija, i den sydöstra delen av landet, 130 km sydost om huvudstaden Skopje. Negorci ligger 79 meter över havet och antalet invånare är 2 047.